# Canaples
Canaples település Franciaországban, Somme megyében. Lakosainak száma 704 fő (2022. január 1.). Canaples Bonneville, Halloy-lès-Pernois, Havernas, Fieffes-Montrelet, Naours, Pernois és Wargnies községekkel határos.

## Népesség
A település népességének változása:
| Lakosok száma | 651  | 687  | 712  | 706  | 704  | 702  | 703  | 703  | 704  |
|               | 2013 | 2015 | 2016 | 2017 | 2018 | 2019 | 2020 | 2021 | 2022 |